# 鳳泉寺 (長野県王滝村)
鳳泉寺（ほうせんじ）は 長野県木曽郡王滝村にある臨済宗妙心寺派の寺院。山号は桐林山。木曾西国三十三観音霊場十六番。

## 歴史
王滝村では、早く拓けた二子持・野口・三沢(中越)集落は、木曾氏によって開基された三大寺(興禅寺・長福寺・定勝寺)の寺領で、室町時代から引き続き江戸時代を通じて寺領分の年貢は、それぞれの寺に納められていた。
王滝村には、鳳泉寺が開創されるまで寺が無く、豪家(松原氏・三浦氏・瀧氏)は、「昔、仏法が未だ伝わざるに、人死せば必ずその像を刻みて諸祠中に祀る」と、墓石ではなく、木居士を祠に納めて弔ったと伝えている。
一般の民衆は、集落の阿弥陀堂(上島御堂の下)、観音堂(滝越・二子持)、地蔵堂(中越・三沢・野口・崩越・二子持・淀地)、薬師堂(三沢・野口・二子持)などの御堂の近くに、それぞれ墓地を設けていた。
また、家の近くや先祖が開拓した田畑の近くにも墓地があったが、未だ墓石などは無く、葬祭方法や弔いの形も定まっていなかった。
宗門人別改帳には、現代の戸籍の様に村人一人一人の戸主との関係(出自)、性別、年齢(生年月日)などが記され、所属する仏教寺院の檀那(檀家)であることが定められた。これは、毎年調査申告され、宗門人別改帳に記録保存された。
例年1月11日の御用始めにあたり、木曾代官所から各村に出す最初の廻状は必ず宗門改だった。村々においてぱ、これにより村人の宗門を一軒づつ人宗門人別改帳に記し、檀那寺の請判を取って庄屋が奉行所へ届け出た。
檀那寺(鳳泉庵)は、この宗門人別改帳に基づいて寺請証文を発行したので、寺請証文は宗旨手形とも呼ばれた。これらの証文は、他村・他国への転居や寄留をはじめ、奉公・出稼ぎ・結婚・引越・関所や宿の通行など移動や移住に際して檀那寺が移動先の寺院に対して発行された。
村と外との往来には、庄屋が発行する往来手形と寺請証文が必要で、これらが無ければ、結婚・養子縁組・奉公人の雇用や旅行などもできなかった。
寺が無い頃の王滝村の、二子持・野口・三沢(中越)集落は、興禅寺・長福寺・定勝寺の寺領に分かれていたので、各々の寺は、書上証明を受けて差し出していたものと考えられる。
承応元年(1652年)、庄屋の松原氏が開基となり、木曽福島にある長福寺から高安を勧請し、鳳泉庵として開山した。鳳泉庵が置かれると、臨済宗の作法による葬祭が行われるようになった。
しかし当初は無住で、時折、長福寺から僧侶が通っているに過ぎなかった。
寛文4年(1664年)、二世の一寛宗甫の出資により寺の地所を買い取り、
延宝6年(1678年)、四世の祖牛の代に本堂を改築し、本尊、経典(大般若経)の他、寺の什器を整えた。
後に、観音堂や阿弥陀堂などの堂宇が整えられて、寺の共同墓地も造られた。
文政4年(1821年)、本堂が全面改築によって再建されている。

## 境内
大きな桜の木が2本あり、枝垂桜は樹齢は350年以上で、王滝村の指定天然記念物に指定されている。4月下旬が見頃である。

## 寺宝
- 大般若経

## 関連リンク
- 鳳泉寺　おんたけ王滝村
- 天然記念物　鳳泉寺の枝垂櫻　公益財団法人　八十二文化財団